# Ted Arison

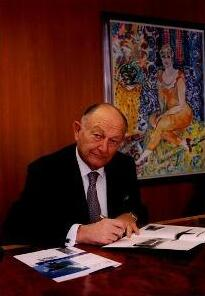
Ted Arison

Theodore „Ted“ Arison (hebräisch תאודור (תד) אריסון; * 24. Februar 1924 in Zikhron Ya'akov; † 1. Oktober 1999 in Tel Aviv) war ein israelischer Reeder, der 1966 zusammen mit Knut Kloster die Norwegian Cruise Lines und 1972 die Carnival Cruise Line gründete. Im Jahr 1992 schaffte es Ted Arison mit einem geschätzten Vermögen von 2,85 Milliarden Dollar auf Platz 13 der Forbes-Liste der 100 reichsten Menschen.

## Leben

### Anfänge
Arison wurde am 24. Februar 1924 als Theodore Arisohn in Zikhron Ya'akov (im damaligen britischen Mandatsgebiet Palästina) als Sohn von Meir, einem wohlhabenden Geschäftsmann, und Vera Arisohn geboren. Später zog die Familie nach Tel Aviv. Er war ein Sabra jüdischer Abstammung in dritter Generation aus der rumänischen Diaspora und studierte Handel und Wirtschaft an der American University of Beirut. Während des Zweiten Weltkriegs trat er in die jüdische Brigade der britischen Armee ein und kämpfte in Italien und Deutschland. Nach dem Abzug der Briten diente er während des Palästinakriegs 1948 als Offizier in den Israelischen Verteidigungsstreitkräften und erreichte schließlich den Rang eines Oberstleutnants. Von 1946 bis 1951 leitete er die Reederei M. Dizengoff & Co., die sein Vater mit dem Mitbegründer und erstem und langjährigen Bürgermeister Tel Avivs Meir Dizengoff, gegründet hatte.

### Umzug in die USA
Als sein Versuch, eine eigene Reederei in Israel zu gründen, an politischen Widerständen scheiterte, wanderte er 1954 mit seiner Frau und seinem Sohn Micky Arison in die USA aus, wo er zunächst für El Al in Miami arbeitete. Mehrere Versuche dort und in New York, wo die Familie ab 1956 lebte, sich selbständig zu machen, scheiterten. Die Tochter Shari Arison wurde 1958 geboren. 1961 zog die Familie erneut nach Miami, um ein kleines, geleastes israelisches Passagierschiff zwischen Florida und der Karibik zu betreiben. Als 1966 die israelische Regierung das Schiff beschlagnahmte, weil seine Besitzer verschuldet waren, war Arison pleite. Nachdem er gelesen hatte, dass die Fähre Sunward der Norwegian Cruise Line nicht in Benutzung war, rief er den Eigner Knut Kloster an und sagte, er könne sie mit Passagieren füllen, die bereits auf das israelische Schiff warteten. Dies war der Beginn der Partnerschaft, die zur Gründung der Norwegian Caribbean Line führte, dem ersten Anbieter für preisgünstige Karibikkreuzfahrten.
1971 Kloster kündigte seinen Vertrag mit Arison, der ihm Gewinne von mindestens 1,5 Millionen Dollar versprochen hatte. Als Klosters Anteil im zweiten Jahr ihrer Partnerschaft diese Zahl nicht erreichte, beendete er seine Beziehungen zu Arison. Arison beschlagnahmte sofort die Vorschussgelder aller NCL-Büros im ganzen Land und reichte dann eine Klage gegen Kloster ein.

## Gründung Carnival Cruise Lines
Während des Prozesses 1971 gegen Knut Kloster verwendete Arison eine Million der „beschlagnahmten“ Gelder und gründete eine neue Kreuzfahrtgesellschaft. Er wandte sich  an den israelische Finanzier Meshulam Riklis, der unter anderem American International Travel Services (AITS) in Boston besaß, um wieder in das Kreuzfahrtgeschäft einzusteigen. Beide kannten sich bereits aus ihrer Kindheit in Tel Aviv, als sie in den frühen 1940er Jahren dort die Schule besuchten. 1972 gründeten beide Carnival Cruise Lines. Das Unternehmen erwarb ein Passagierschiff, die RMS Empress of Canada und verwandelte es in das erste Kreuzfahrtschiff der Welt, das den Namen Mardi Gras erhielt.
1974 kaufte Arison den Unternehmensanteil von Riklis für 1 USD und die Übernahme der Schulden in Höhe von 5 Millionen USD. Im Jahr 1978, als nur wenige Kreuzfahrtschiffe gebaut wurden und die Treibstoffpreise auf Grund der Ölkrise  die Branche stark unter Druck setzen, wagte Arison den Schritt, das Kreuzfahrtschiff Tropicale in Auftrag zu geben. Als dieses Schiff 1982, inmitten einer Rezession,  die Werften dazu veranlasste, Tiefstpreise anzubieten, bestellte Carnival drei weitere Schiffe.
1987 ging das Unternehmen an die  New Yorker Börse. Von 1989 bis 1999 ging es dem Unternehmen finanziell gut und es erwarb die Wettbewerber Windstar Cruises, Holland America Line, Seabourn Cruise Line, Westours, Cunard Line und Costa Cruises. Der Name Carnival Corporation wurde 1993 eingeführt, um zwischen der Muttergesellschaft und ihren Tochtergesellschaften zu unterscheiden.
1988 kaufte Arison das NBA-Basketball-Team Miami Heat, dessen Leitung er 1995 an seinen Sohn Micky übergab.

## Rückkehr nach Israel
Um die Erbschaftssteuer in den Vereinigten Staaten zu vermeiden, verzichtete Arison 1990 auf seine US-Staatsbürgerschaft und seinen Wohnsitz und kehrte nach Tel Aviv zurück, wo er Arison Investments gründete. Im Jahr 1997 kaufte er für 1,1 Milliarden US-Dollar eine Mehrheitsbeteiligung an Bank Hapoalim, dem größten Geldinstitut in Israel.

## Tod
Ted Arison, der seit einigen Jahren an Krebs litt, starb am 1. Oktober 1999 an einem Herzinfarkt im Alter von 75 Jahren in Tel Aviv. Zum Zeitpunkt seines Todes hatte Arison die Bedingung, sich zehn Jahre lang außerhalb des Hoheitsgebiets der Vereinigten Staaten aufgehalten zu haben, um die steuerlichen Vorteile seines Verzichts auf die US-Staatsbürgerschaft in Anspruch nehmen zu können, um etwa neun Monate verfehlt. Arison war zweimal verheiratet und hatte drei Kinder. 

## Philanthropie
Neben seinem wirtschaftlichen Erfolg war er auch ein bedeutender Philanthrop. 1981 gründete er mit seiner Tochter Shari Arison die Ted Arison Family Foundation, um soziale Projekte zu fördern und die Gemeinschaft zu unterstützen. Die Stiftung wird seit 2009, in dritter Generation,  von seinem Enkelsohn Jason Arison geleitet.
Die Stiftung hat zahlreiche Projekte ins Leben gerufen, die verschiedene gesellschaftliche Bereiche abdecken:
Ted Arison Medical Tower, Tel Aviv: Ein hochmodernes medizinisches Zentrum, das fortschrittliche Gesundheitsversorgung bietet und die medizinische Infrastruktur in Israel verbessert.

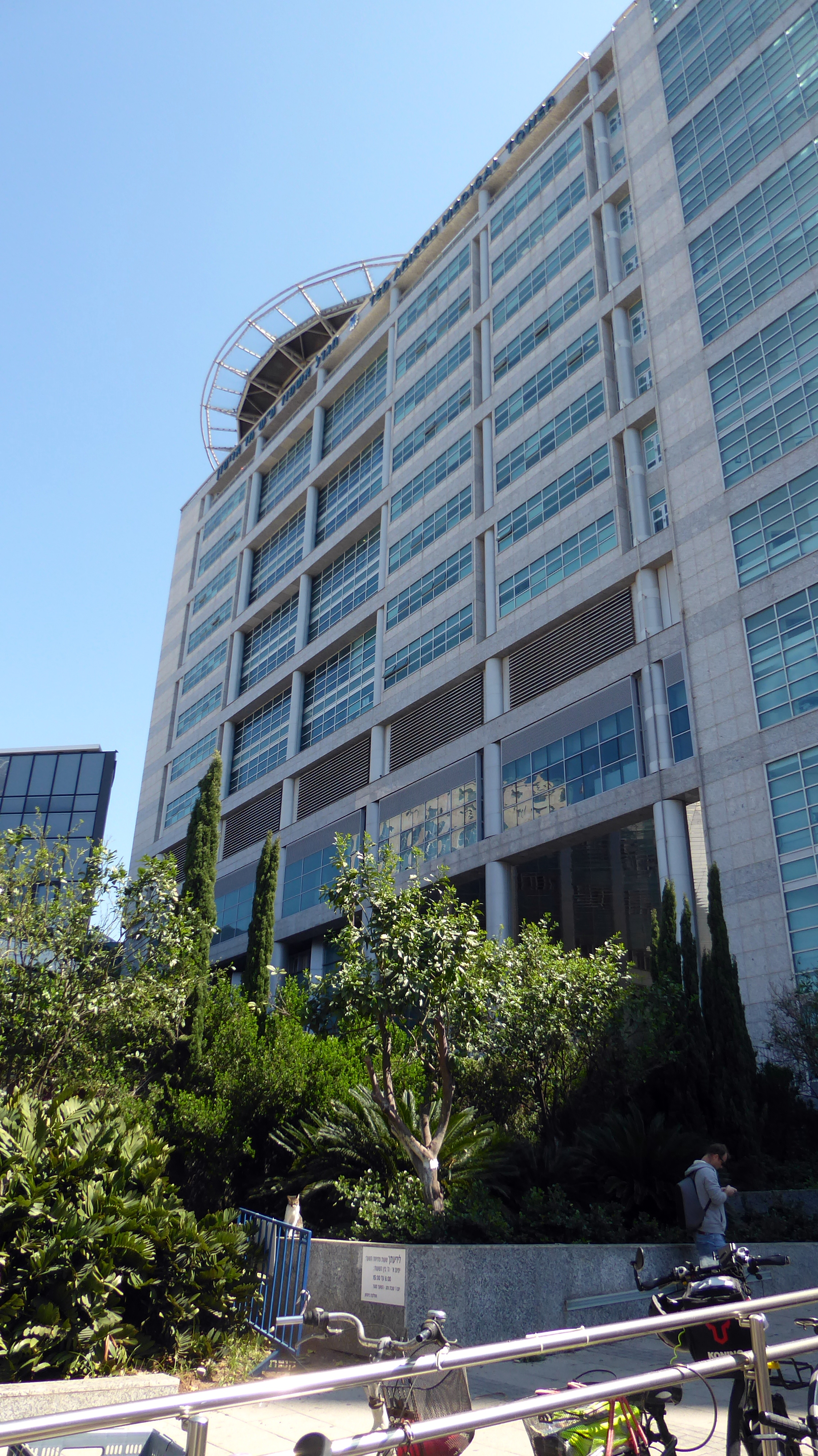
Der Ted Arison Hospital Tower im Tel Aviv Sourasky Medical Center (Ichilov Hospital).

Lin und Ted Arison Conservatory, Tel Aviv: Ein Zentrum für musikalische Bildung, das talentierte junge Musiker fördert.
Arison School of Business, Herzlia: Eine Bildungseinrichtung, die zukünftige Unternehmer und Führungskräfte ausbildet.
Memorial Site Yad La-Shiryon, Latrun: Eine Gedenkstätte und Museum, das den gefallenen Soldaten des israelischen Panzerkorps gewidmet ist, dessen Mitglied  er war. 

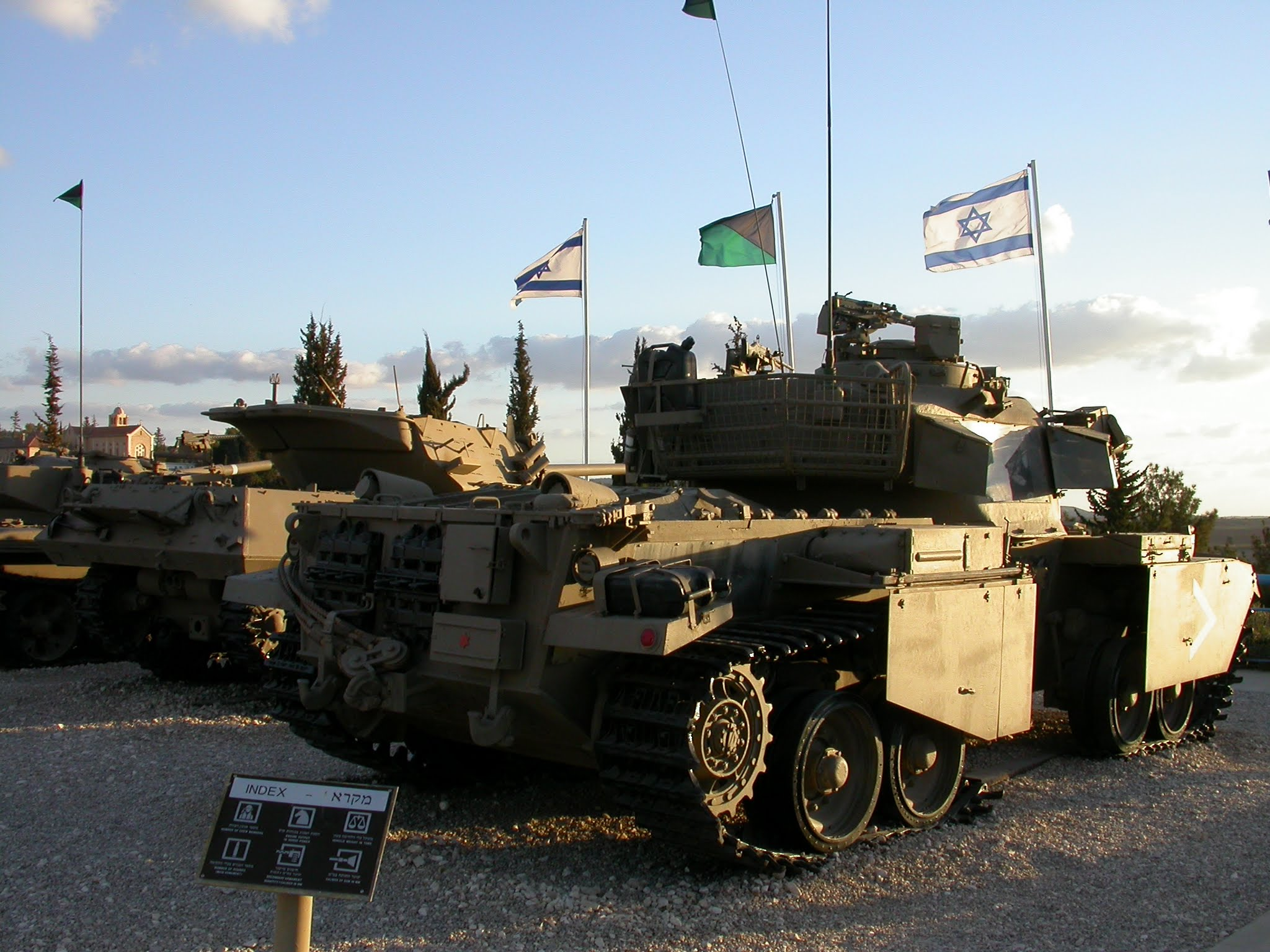
Ausgestellter Panzer in Yad La-Shiryon

Yad La-Shiryon erinnert an die Opfer, die in verschiedenen Konflikten gefallen sind, darunter der Unabhängigkeitskrieg 1948, der Sechstagekrieg 1967, der Jom-Kippur-Krieg 1973 und andere militärische Auseinandersetzungen, in denen das Panzerkorps eine entscheidende Rolle spielte

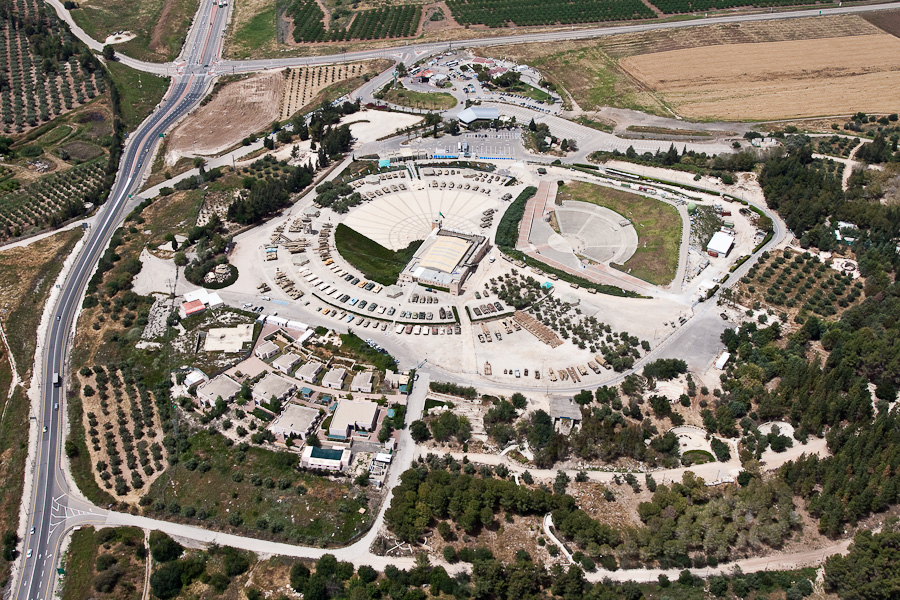
Yad La-Shiryon